# Prosfora
La pròsfora (in greco πρόσφορον?: offerta) è una piccola pagnotta di pane lievitato dal quale vengono ricavate delle porzioni per l'eucaristia nelle liturgie cristiane ortodossa e greco-cattolica (bizantine). La forma plurale in italiano è prosfore (mentre in greco è πρόσφορα). Il termine originariamente significava qualsiasi offerta fatta a un tempio, ma nel cristianesimo ortodosso è arrivato a significare specificamente il pane offerto alla Divina Liturgia (Eucaristia).

## Preparazione

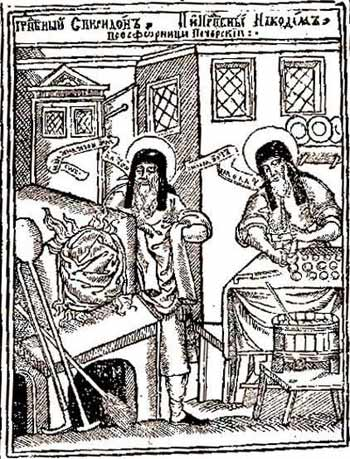
I Santi Spiridione e Nicodemo, fornai della profezia del monastero delle grotte di Kiev.

La prosfora è composta da soli quattro ingredienti: farina bianca, lievito, sale e acqua. Il sale non era usato nei primi tempi, e non è ancora utilizzato nella Chiesa greco-ortodossa di Gerusalemme.
Qualsiasi membro della chiesa che abbia una buona reputazione e la cui coscienza sia pulita può preparare le prosfore. Spesso in una parrocchia le donne si alternano a preparare le prosfore; nei monasteri, il compito è spesso assegnato dall'igumeno (abate o badessa) a uno o più monaci dalla vita virtuosa.
È molto comune, ma non necessario, andare alla confessione prima di infornare la prosfora; spesso ciò viene fatto al mattino, a digiuno. A volte, gli utensili da cucina che vengono utilizzati per produrre le prosfore non vengono utilizzati per altri scopi. Ci possono essere preghiere speciali dette prima di iniziare, e il fornaio cerca di mantenere uno stato d'animo religioso per tutto il tempo della preparazione, spesso recitando la preghiera di Gesù. Di solito vengono preparate contemporaneamente prosfore che siano sufficienti per un certo numero di celebrazioni.
Una prosfora è composta da due pezzi rotondi separati di pasta lievitata, che sono posti uno sopra l'altro e cotti insieme per formare una sola pagnotta. Questa doppia pagnotta rappresenta le due nature di Cristo: umana e divina. Prima della cottura, ogni prosfora è stampata con un sigillo speciale chiamato sphragis o Panagiari, che di solito porta, tra le altre cose, l'immagine di una croce con le lettere greche IC XC NIKA ("Gesù Cristo conquista") attorno alle braccia della croce. Questa immagine cotta nel pane funge da guida per il sacerdote che lo taglierà.
Nella pratica slava (russo-ortodossa, bulgara-ortodossa, ortodossa-serba) vengono utilizzate cinque piccole prosfore (in commemorazione dei cinque pani che Gesù moltiplicò per nutrire le moltitudini). Nella pratica greca viene usata una prosfora più grande (per ricordare che tutti condividono un solo pane).

## Divina Liturgia

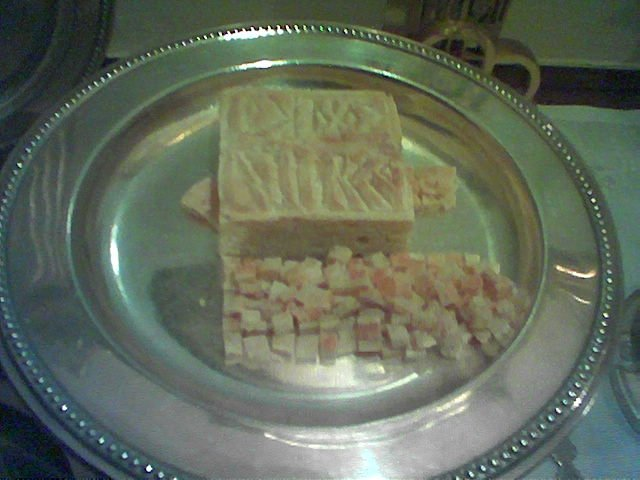
La prosfora e le particole posizionate sulla patena durante la Divina Liturgia.

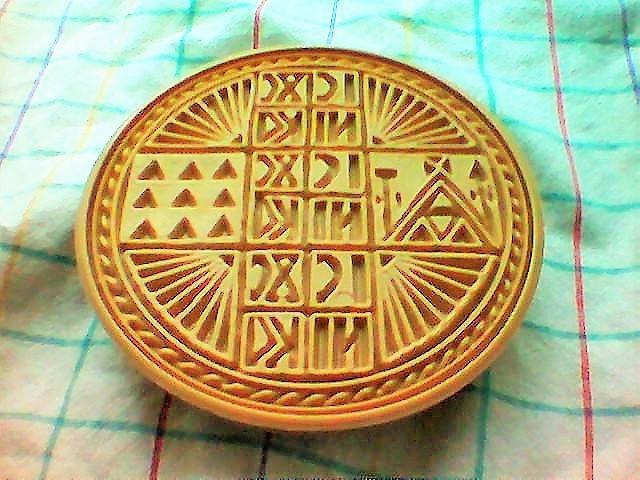
Sigillo di prosphora in stile greco, per una grande pagnotta.

Nella parte della Divina Liturgia (Eucaristia) nota come Liturgia della Preparazione (Proskomídia), un cubo viene tagliato dal centro della prosfora e viene chiamato "Agnello" (in Greco Amnòs). È questa parte che viene consacrata per diventare il Corpo di Cristo e da esso sia il clero che i fedeli riceveranno la comunione, mentre il resto della prosfora viene tagliato per l'antidoron, il pane benedetto tagliato in piccole parti che viene distribuito ai fedeli alla fine della Liturgia.
La prosphora può variare in dimensioni e disegno impresso a seconda delle diverse tradizioni liturgiche. In generale, le tradizioni slave usano cinque piccole prosfore con un timbro più semplice, mentre la tradizione greco-bizantina usa una grande prosfora con un timbro più complesso, che indica le parti da cui ricavare l'Agnello e quelle da cui verranno rimosse le particole per ciascuna delle altre commemorazioni.
Oltre all'Agnello, le particole vengono rimosse dalla prosfora per commemorare quanto segue:
- La Theotokos (la Panaghia, cioè la Madonna)
- Nove ranghi di angeli e santi
- I vivi (compresi gli enti locali e il vescovo al potere)
- L'antidoron

Nella tradizione slava si usa una prosfora separata per ognuna di queste commemorazioni, a volte con un sigillo diverso per ogni prosfora, o almeno uno distintivo per la Panaghia. I laici possono anche presentare una piccola prosfora insieme a un elenco di fedeli viventi e defunti che desiderano commemorare durante la Liturgia. Da ciascuna di queste piccole prosfore il sacerdote rimuoverà un pezzo triangolare e diverse particelle più piccole, mentre prega per ciascuna delle persone elencate.

## Panagia
La prosfora da cui viene rimossa una particella in onore della Theotokos (Vergine Maria) è chiamato Panagia (ἄρτος τῆς Παναγίας) ed è solennemente benedetto in suo onore durante la Divina Liturgia. Su questa prosfora è spesso impressa un'icona di Maria. Prima di tagliare questa prosfora, il sacerdote fa tre volte il Segno della Croce con la "lancia" liturgica, dicendo:
 In onore e commemorazione della nostra Santissima Signora, Theotokos, la sempre vergine Maria; attraverso le cui intercessioni accetta, o Signore, questo sacrificio sul tuo altare più celeste. 
 Quindi rimuove una grande particella triangolare e la posiziona sul lato dell'Agnello, come dice: 

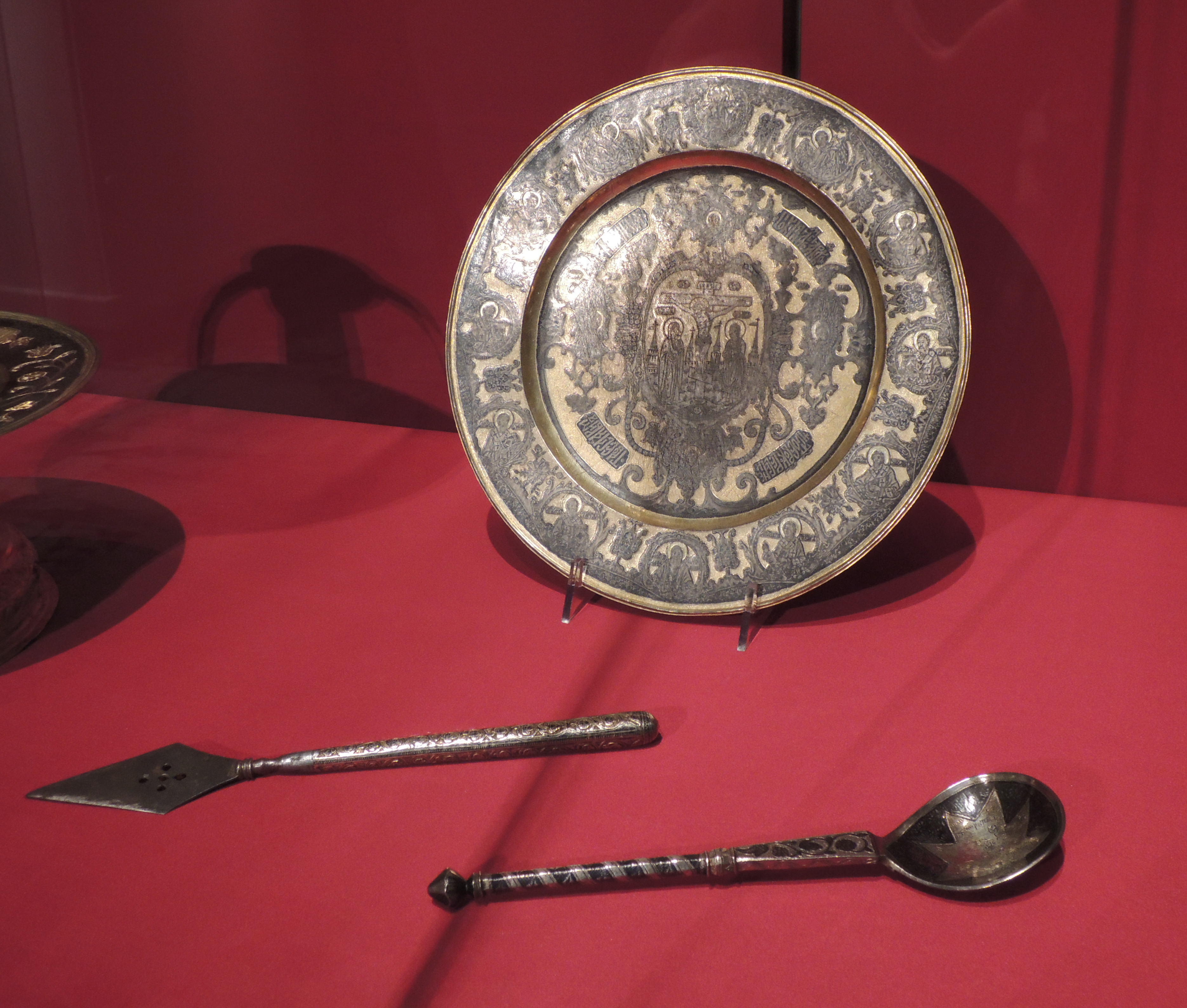
Oggetti della Liturgia ortodossa, tra cui la Patena e la Lancia.

 "Sta la regina alla tua destra in veste tessuta d'oro, in abiti trapunti e ricamati" (Sal 44, 10). 
 Il resto della prosfora è benedetto sull'altare, prima della benedizione dell'antidoron, con la frase 
 "Grande è il nome della Santissima Trinità ." 
 Oggi, questa pratica viene di solito eseguita solo in alcuni monasteri . Dopo la Liturgia, una parte triangolare viene tagliata dalla grande prosfora dal refettorio (monaco incaricato del refettorio). La Panagia viene quindi tagliata a metà e adagiata sulla crosta su un piatto in un tavolino nel refettorio. Dopo il pasto, il refettorio si toglie l'epanokamelavkion e il kamilavkion, dicendo: 
 "Benedicimi, Padre Santo, e perdonami poiché sono un peccatore" 
 Tutti i monaci rispondono, 
 "Possa Dio perdonare e avere misericordia di te." 
 Quindi, prendendo in mano la Panagia, la solleva dicendo: 
 "Grande è il nome" 
 e poi la comunità continua con 
 "della Santissima Trinità". 
 Il rito continua quindi con 
 "Santissima Madre di Dio, aiutaci" 
 con la risposta 
 "Per le sue preghiere, o Dio, abbi pietà e salvaci." 
 Vengono quindi cantati due inni mentre il refettorio, accompagnato da un chierico con un turibolo, offre la Panagia a coloro che erano radunati. Ognuno prende un pezzo tra l'indice e il pollice, lo fa passare attraverso l'incenso e poi lo mangia.

## Antidoron
Chi non è ortodosso non può assumere la comunione perché accedere al sacramento significa avere la piena comunione con la Chiesa Ortodossa. Se dunque non è possibile dare l'eucaristia a chi non è ortodosso, può essere dato l'antidoron.
L'antidoron ha due funzioni:
- "sostituisce" l'eucaristia. Antidoron significa "al posto del dono". Per "dono" s'intende il sacramento dell'eucaristia al quale può accedere qualsiasi fedele preparato e confessato. Se, per vari motivi, non è possibile accedere al Sacramento, c'è almeno l'antidoron.
- deterge la bocca dai resti dell'eucaristia. Nella prassi tradizionale l'antidoron viene preso subito dopo la comunione con un po' di vino o acqua benedetta. Questa prassi continua ad essere praticata nel Monte Athos e presso la Chiesa russa. Nella Chiesa greca l'antidoron viene distribuito solo alla fine della Divina Liturgia.[3]

## Artoklasia
Ci sono anche pagnotte che sono cotte per la benedizione e la distribuzione ai fedeli al di fuori della Divina Liturgia. Questi sono generalmente chiamati artos ("pagnotte") e di solito sono fatti da un singolo giro di pasta anziché due. Possono essere timbrate con lo stesso sigillo usato nella Liturgia, sebbene di solito abbiano solo una semplice croce o un'icona come il santo patrono della chiesa o del monastero locale. Di solito vengono prodotti cinque pani, che vengono benedetti in un servizio chiamato Artoklasia ("spaccatura del pane"). Questi pani, insieme a grano, vino e olio, sono benedetti e distribuiti ai fedeli durante la Veglia notturna.